# Charles A. Coffin
Charles Albert Coffin (31. prosinec 1844 Fairfield – 14. července 1926) byl první prezident společnosti General Electric, kterou pomáhal založit společně s Thomasem Alvou Edisonem, Eliu Thomsonem a Edwinem Houstonem.

## Biografie
Narodil se Albertu Coffinovi a jeho ženě Anstrus Varneyové 31. prosince 1844 ve Fairfieldu ve státě Maine. Ve svých osmnácti se přestěhoval ke svému strýci Charlesu E. Coffinovi, kde začal pracovat u jeho obuvnické společnosti. Tam strávil dalších dvacet let a posléze založil svoji vlastní továrnu obuvi Coffin & Clough in Lynn. Oženil se Caroline Russellovou z Holbrooku ve státě Massachusetts a měl s ní tři děti.
V roce 1883 byl osloven Silasem A. Bartonem, obchodníkem z města Lynn, aby přivedl do města rozvíjející se elektrotechnickou společnost z New Britain v Connecticutu, a aby ji zafinancoval a vedl.
S podporou Elihu Thomsona vybudoval Coffin společnost, kterou přejmenoval na Thomson-Houston Company, a která se vyrovnala i Edisonovým společnostem.
Během tohoto období byly vybudovány elektrárny na jihu USA, včetně dvou v Atlantě, které napájely elektrické osvětlení a od roku 1889 i elektrickou tramvajovou linku.
Když se zformovala General Electric (GE) v roce 1892 z Edisonových společností a společnosti Thomson-Houston, stal se Coffin jejím prvním výkonným ředitelem.
Hospodářská krize o rok později rychle prověřila společnost, kdy Coffin vyjednal s newyorskými bankami poskytnutí úvěru výměnou za akcie společnosti.
Spolu se společností Westinghouse Electric založil v 90. letech 19. století Duopol, pod jejímž názvem se vyráběly elektrotechnické výrobky, a které byly kryty patenty obou firem.
V roce 1901 založil i vědecko-výzkumnou laboratoř, která se zabývala nejenom aplikovaným výzkumem ale i základním. Tuto laboratoř, která byla první průmyslovou laboratoří v USA, založil na popud Charlese Protea Steinmetze.
Coffin podporoval práci inženýrů v GE při vývoji a uvádění do provozu nových zařízení, včetně Curtisovy parní turbíny, která dokázala značně zvýšit výkon výroby elektrického proudu.
Z vedení společnosti odešel v roce 1922, přesto si ponechal značné množství akcií GE. V roce 1926 umírá jako jeden z nejbohatších lidí na světě.